# Cellole
Cellole est une commune de la province de Caserte dans la Campanie en Italie.

## Administration
| Période                                  | Période  | Identité       | Étiquette | Qualité |
| ---------------------------------------- | -------- | -------------- | --------- | ------- |
| 30 mai 2006                              | En cours | Antonio Lepore |           |         |
| Les données manquantes sont à compléter. |          |                |           |         |

### Hameaux
Hameaux : Baia Domizia, Baia Felice, Borgo Centore, Casamare

### Communes limitrophes
Sessa Aurunca